# Liste des capitales des États-Unis
Cette page dresse la liste des capitales des États-Unis, des États des États-Unis et des territoires, passées et présentes.

## Méthodologies
Dans les listes suivantes, le terme de capitale s'entend au sens de siège du gouvernement ou du parlement d'un État, d'un territoire, de la Fédération ou d'une composante indépendante intégrée par la suite.

## Capitales nationales

### États-Unis
Entre 1774 et 1800, le Congrès des États-Unis s'est réuni en plusieurs endroits, le plus souvent à Philadelphie. Ainsi, plusieurs villes peuvent être considérées comme ayant été la capitale des États-Unis au moins une fois :
- Philadelphie (1774, 1777, 1778-1783, 1790-1800)
- Baltimore (1776-1777)
- Lancaster (1777)
- York (1777-1778)
- Princeton (1783)
- Annapolis (1783-1784)
- Trenton (1784-1785)
- New York (1785-1788, 1789-1790)
- Washington, D.C. (depuis 1800)

### États confédérés d'Amérique
Les États confédérés d'Amérique eurent trois capitales pendant leur existence :
- Montgomery (1861)
- Richmond (1861-1865)
- Danville (1865)

### République du Texas
Avant de rejoindre les États-Unis, la république du Texas était une nation indépendante. Sept villes se succédèrent comme capitale pendant cette brève période, entre 1836 et 1845 :
- Washington-on-the-Brazos (1836)
- Harrisburg (1836)
- Galveston (1836)
- Velasco (en) (1836)
- Columbia (1836)
- Houston (1837-1839)
- Austin (1839-1845)

### Royaume et république d'Hawaï
Avant de rejoindre les États-Unis en 1898 sous forme de territoire, Hawaii était une nation indépendante (royaume d'Hawaï jusqu'en 1894, république d'Hawaï jusqu'en 1898). Deux villes lui servirent de capitale :
- Lahaina : jusqu'en 1845 (royaume)
- Honolulu (1845-1894 (royaume) ; 1894 – 1898 (république)

### République du Vermont
La république du Vermont est indépendante de 1777 à 1791. Pendant cette période, Windsor sert de capitale informelle.

## États

### Alabama
- Le territoire de l'Alabama fut organisé à partir d'une portion du territoire du Mississippi le 3 mars 1817. Saint Stephens fut la seule capitale du territoire pendant les deux années de son existence.
- L'Alabama devint un État le 14 décembre 1819. Il connut quatre capitales successives :
  - Huntsville (1819)
  - Cahawba (1820 - 1826)
  - Tuscaloosa (1826 - 1846)
  - Montgomery (depuis 1846)

### Alaska
L'Alaska connut plusieurs statuts successifs :
- Alaska russe : Sitka (1808 - 1867, sous le nom de Novo-Arkhangelsk)
- Département de l'Alaska : Sitka (1867 - 1900)
- District de l'Alaska :
  - Sitka (1900 - 1906)
  - Juneau (1906 - 1912)
- Territoire de l'Alaska : Juneau (1912 - 1959)
- État de l'Alaska : Juneau (1959 - actuellement)

### Arizona
- Le territoire de l'Arizona connut quatre capitales successives :
  - Prescott (1864 - 1867)
  - Tucson (1867 - 1877)
  - Prescott (1877 - 1889)
  - Phoenix (1889 - actuellement)

### Arkansas
- Le territoire de l'Arkansas connut deux capitales successives :
  - Arkansas Post (1819 - 1821)
  - Little Rock (1821 - actuellement )

### Californie
- Pendant la période hispanique et mexicaine de la Californie (1777 - 1850), Monterey était la capitale d'Alta et Baja California
- La Haute-Californie fut annexée pendant la guerre américano-mexicaine (1846-1848). La Californie, partie occidentale de la Haute-Californie, devint un État en 1850 et connut quatre capitales successives :
  - San Jose (1850 - 1851)
  - Vallejo (1851 - 1853)
  - Benicia (1853 - 1854)
  - Sacramento (1854 - actuellement)

### Caroline du Nord
- La colonie britannique de Caroline avait Charleston pour capitale, jusqu'à sa séparation entre Caroline du Nord et Caroline du Sud en 1712.
- La colonie britannique de Caroline du Nord prit New Bern pour capitale entre 1712 et 1776, Charleston se situant en Caroline du Sud.
- L'État de Caroline du Nord a connu deux capitales depuis son indépendance :
  - New Bern (1776 - 1794)
  - Raleigh (1794 - actuellement)

### Caroline du Sud
- La colonie britannique de Caroline avait Charleston pour capitale, jusqu'à sa séparation entre Caroline du Nord et Caroline du Sud en 1712.
- Charleston resta la capitale de la colonie de Caroline du Sud jusqu'à son indépendance, de 1712 à 1776.
- L'État de Caroline du Sud a connu deux capitales depuis son indépendance :
  - Charleston (1776 - 1790)
  - Columbia (1790 - actuellement)

### Colorado
Le Colorado connut plusieurs statuts successifs :
- Territoire de Jefferson : Auraria (1859 - 1861, non reconnue au niveau fédéral)
- Territoire du Colorado :
  - Colorado City (1861 - 1862, non reconnue au niveau fédéral)
  - Golden (1862 - 1867)
  - Denver (1867 - 1876)
- L'État du Colorado a Denver pour capitale depuis sa création en 1876.

### Connecticut
- Hartford est la capitale du Connecticut depuis la création de la colonie britannique et depuis son indépendance et son statut d'État en 1776. New Haven fut cependant cocapitale entre 1701 et 1873.

### Dakota du Nord
- Territoire du Dakota (incluait les actuels Dakota du Nord et Dakota du Sud) :
  - Yankton (1861 - 1883, désormais dans le Dakota du Sud)
  - Bismarck (1883 - 1889)
- L'État du Dakota du Nord a Bismarck pour capitale depuis la division du territoire et la création de l'État en 1889.

### Dakota du Sud
- Territoire du Dakota (incluait les actuels Dakota du Nord et Dakota du Sud) :
  - Yankton (1861 - 1883)
  - Bismarck (1883 - 1889, désormais dans le Dakota du Nord)
- L'État du Dakota du Sud a Pierre pour capitale depuis la division du territoire et la création de l'État en 1889.

### Delaware
- La colonie du Delaware avait New Castle pour capitale.
- L'État du Delaware eut deux capitales après son indépendance :
  - New Castle (1776 - 1777)
  - Dover (1777 - actuellement)

### Floride
- Avant 1821, la Floride était divisée en deux colonies britanniques, la Floride occidentale (capitale Pensacola) et la Floride orientale (capitale Saint Augustine).
- Le territoire de Floride fut incorporé aux États-Unis en 1821. Il connut trois capitales :
  - St. Augustine et Pensacola, cocapitales (1821 - 1824)
  - Tallahassee (1824 - 1845)
- L'État de Floride a Tallahassee pour capitale depuis sa création en 1845.

### Géorgie
- La colonie de Géorgie avait Savannah pour capitale jusqu'à son indépendance en 1776.
- Depuis 1776, l'État de Géorgie a connu 13 capitales successives, certaines temporaires :
  - Savannah (1777 - 1778)
  - Augusta (1778 - 1779)
  - Heard's Fort (1780 - 1781)
  - Augusta (1781 - 1782)
  - Savannah (1782)
  - Ebenezer (1782 - 1784)
  - Savannah (1784 - 1786)
  - Augusta (1786 - 1796)
  - Louisville (1796 - 1807)
  - Milledgeville (1807 - 1864)
  - Macon (1864 - 1865)
  - Milledgeville (1865 - 1868)
  - Atlanta (1868 - actuellement)

### Hawaii
- Après son annexion en 1898, le territoire de Hawaii eut Honolulu comme capitale (1898 - 1959)
- L'État de Hawaii a Honolulu pour capitale depuis sa création en 1959.

### Idaho
- Le territoire de l'Idaho connut deux capitales successives :
  - Lewiston (1863 - 1864)
  - Boise (1864 - 1890)
- L'État de l'Idaho a Boise pour capitale depuis sa création en 1890.

### Illinois
- Le territoire de l'Illinois avait Kaskaskia pour capitale (1809 - 1818)
- L'État de l'Illinois a connu 3 capitales successives :
  - Kaskaskia (1818 - 1819)
  - Vandalia (1819 - 1839)
  - Springfield (1839 - actuellement)

### Indiana
- Le territoire de l'Indiana a connu 2 capitales successives :
  - Vincennes (1800 - 1813)
  - Corydon (1813 - 1816)
- L'État de l'Indiana a connu 2 capitales successives :
  - Corydon (1816 - 1825)
  - Indianapolis (1825 - actuellement)

### Iowa
- Territoire de l'Iowa :
  - Burlington (1838 - 1841)
  - Iowa City (1841 - 1846)
- État de l'Iowa :
  - Iowa City (1846 - 1857)
  - Des Moines (1857 - actuellement)

### Kansas
- Territoire du Kansas :
  - Pawnee (2 ou 6 juillet 1855, désormais Fort Riley)
  - Shawnee Mission (1855 - 1856, désormais Fairway)
  - Lecompton (1856 - 1861, capitale officielle, en faveur de l'esclavage)
  - Topeka (1859 - 1861, capitale non officielle opposée à l'esclavage)
- L'État du Kansas a Topeka pour capitale depuis sa création en 1861.

### Kentucky
- Le Kentucky faisait partie, avant 1792, de l'État de Virginie sous le nom de district du Kentucky. Sa capitale était Danville
- Frankfort fut déclarée capitale du Kentucky à sa création en 1792, statut qu'elle occupe toujours actuellement. Bowling Green fut néanmoins déclarée capitale de l'État lors de la guerre de Sécession entre 1861 et 1865.

### Louisiane
- L'État de Louisiane a connu 7 capitales successives :
  - La Nouvelle-Orléans (1812 - 1830)
  - Donaldsonville (1830 - 1831)
  - La Nouvelle-Orléans (1831 - 1862)
  - Opelousas (1862 - 1863, pendant la guerre de Sécession)
  - Shreveport (1863 - 1865, pendant la guerre de Sécession)
  - La Nouvelle-Orléans (1865 - 1880)
  - Baton Rouge (1880 - actuellement)

### Maine
- L'État du Maine a connu 4 capitales successives :
  - Portland (Maine) (1820 - 1827)
  - Augusta (1827 - 1832)
  - Portland (1832, capitale de facto)
  - Augusta (1832 - actuellement)

### Maryland
- L'État du Maryland a connu 2 capitales successives :
  - Baltimore (1776 - 1777)
  - Annapolis (1777 - actuellement)

### Massachusetts
Le Commonwealth du Massachusetts a toujours eu Boston pour capitale, y compris depuis la création de la colonie de la baie du Massachusetts en 1630.

### Michigan
- Le territoire du Michigan avait Détroit pour capitale (1805 - 1837)
- L'État du Michigan a connu 2 capitales successives :
  - Détroit (1837 - 1847) ;
  - Lansing (1847 - actuellement) sous le nom de Lansing Township jusqu’en 1848.

### Minnesota
Saint Paul a été la capitale du territoire du Minnesota (1849 - 1858), puis de l'État du Minnesota (1858 - actuellement).

### Mississippi
- Territoire du Mississippi :
  - Natchez (1798 - 1802)
  - Washington (1802 - 1817)
- État du Mississippi :
  - Natchez (1817 - 1821)
  - Jackson (1821 - actuellement)

### Missouri
- Territoire du Missouri :
  - Saint Louis (jusqu'en 1821)
- État du Missouri :
  - Saint Charles (1821 - 1825)
  - Jefferson City (1825 - actuellement)

### Montana
- Territoire du Montana :
  - Bannack (1864 - 1865)
  - Virginia City (1865 - 1875)
  - Helena (1875 - 1889)
- État du Montana :
  - Helena (1889 - actuellement)

### Nebraska
- Territoire du Nebraska :
  - Omaha (jusqu'en 1867)
- État du Nebraska :
  - Lincoln (1867 - actuellement)

### Nevada
Le territoire du Nevada et l'État du Nevada eurent Carson City pour capitale.

### New Hampshire
- Province du New Hampshire (pré-indépendance) :
  - Portsmouth (1679 - 1776)
- État du New Hampshire :
  - Portsmouth (1776 - 1808)
  - Concord (1808 - actuellement)

### New Jersey
- Province du New Jersey (pré-indépendance) :
  - Elizabethtown (1686 - 1776)
- État du New Jersey :
  - Elizabethtown (1776 - 1790)
  - Trenton (1790 - actuellement)

Par ailleurs, Princeton fut la capitale fédérale des États-Unis en 1783 et Trenton en 1784.

### New York
- Province de New York (pré-indépendance) :
  - New York (1664 - 1776)
- État de New York :
  - Kingston : (1777)
  - Hurley : (1777)
  - Poughkeepsie : (1777 - 1789)
  - New York (1789 - 1797)
  - Albany (1797 - actuellement)

Par ailleurs, New York fut la capitale fédérale des États-Unis entre 1785 et 1790.

### Nouveau-Mexique
Le Nouveau-Mexique a Santa Fe comme capitale depuis sa création en 1912.
Pendant la Guerre de Sécession, Mesilla fut la capitale du territoire confédéré de l'Arizona.

### Ohio
- Territoire du Nord-Ouest :
  - Marietta (1788 - 1800)
  - Chillicothe (1800 - 1803)
- État de l'Ohio :
  - Chillicothe (1803 - 1810)
  - Zanesville (1810 - 1812)
  - Chillicothe (1812 - 1816)
  - Columbus (1816 - actuellement)

### Oklahoma
- Territoire de l'Oklahoma :
  - Oklahoma (1889 - 1910)
- État de l'Oklahoma :
  - Oklahoma City (1910 - actuellement)

### Oregon
- Territoire de l'Oregon :
  - Oregon City (1848 - 1851)
  - Corvallis (1855 - 1859)
- État de l'Oregon :
  - Salem (1859 - actuellement)

### Pennsylvanie
- Province de Pennsylvanie (pré-indépendance) :
  - Philadelphie (jusqu'en 1776)

Colonial capital, first state capital ( -1799), U.S. national capital (1776 (1777 (1778 - 1783 (1790 - 1800)
- État de Pennsylvanie :
  - Philadelphie (1776 - 1799)
  - Lancaster (1799 - 1812)
  - Harrisburg (1812 - actuellement)

### Rhode Island
Providence est la capitale de l'État de Rhode Island depuis sa création en 1776.

### Tennessee
- Territoire du Sud-Ouest :
  - Rocky Mount (1790 - 1791)
  - Knoxville (1791 - 1796)
- État du Tennessee :
  - Knoxville (1796 - 1812)
  - Kingston (1807, capitale pour un jour pour satisfaire à un traité avec les Cherokee)
  - Nashville (1812 - 1817)
  - Murfreesboro (1818 - 1826)
  - Nashville (1826 - actuellement)

### Texas
Austin est la capitale du Texas depuis son annexion par les États-Unis en 1845.

### Utah
- Territoire de l'Utah :
  - Fillmore
- État de l'Utah :
  - Salt Lake City

### Vermont
- État du Vermont :
  - Windsor (1791 - 1805, capitale de facto)
  - Montpelier (1805 - actuellement)

### Virginie
- Colonie de Virginie :
  - Jamestown
  - Williamsburg
  - Yorktown
- État de Virginie :
  - Richmond (1776 - actuellement)

### Virginie-Occidentale
- État de Virginie-Occidentale :
  - Wheeling (1863 - 1870)
  - Charleston (1870 - 1875)
  - Wheeling (1875 - 1885)
  - Charleston (1885 - actuellement)

### Washington
Olympia fut la capitale du territoire et de l'État de Washington depuis leur création.

### Wisconsin
- Territoire du Wisconsin :
  - Belmont (1836 - 1837)
  - Burlington (1837 - 1838, désormais dans l'Iowa)
  - Madison (1838 - 1848)
- État du Wisconsin :
  - Madison (1848 - actuellement)

### Wyoming
Cheyenne fut la capitale du territoire (1869 - 1890) et de l'État du Wyoming (1890 - actuellement) depuis leur création.

## Territoires
- Guam : Hagåtña
- Îles Mariannes du Nord : Saipan
- Porto Rico : San Juan
- Samoa américaines : Pago Pago
- Îles Vierges américaines : Charlotte-Amélie